# 林古度
林古度（1580年—1666年），字茂之，号那子，别号乳山道士。福建福清人。

## 生平
万历八年（1580年），寓居江寧。万历三十一年（1603年），屠隆与名士宴集福州乌石山邻霄台，古度奋袖击鼓，以《挝鼓行》诗受知屠隆，與曹学佺友善。又與钟惺、谭元春交游。明亡后以遗民自居，时人称“东南硕魁”。晚年家產殆盡，雙眼失明。康熙五年（1666年）卒，得年八十七歲。有《林茂之诗选》二卷，今存。

## 家族
父林章。